# 佐々木りお
佐々木 りお（ささき りお、2002年3月25日 - ）は、日本の女優、声優、元子役。埼玉県出身。劇団ひまわり所属。

## 出演

### 映画
- グーグーだって猫である（2008年、アスミック・エース）
- 20世紀少年（2008年、東宝）
- のんちゃんのり弁（2009年、ムービーアイ・エンタテインメント）- 永井乃里子（のんちゃん）役
- ふうけもん（2009年）※ 公開中止
- パーマネント野ばら（2010年、ショウゲート） - なおこ（幼少期） 役
- 武士道シックスティーン（2010年、ゴー・シネマ） - 磯山香織（幼少期） 役

### ドラマ
- オトコマエ!（2008年、NHK）
- メイちゃんの執事（2009年、フジテレビ）- 本郷 詩織 幼少期役
- 東京少女　ユ・ソルア 第3話「リアルワールド」（2009年、BS-TBS）- ユ・ソルア 幼少期役
- 龍馬伝（2010年、NHK）- 井上の娘役
- ヤマトナデシコ七変化 第4話（2010年、TBS） - 幼少期のスナコ 役
- 警視庁失踪人捜査課 第1話（2010年4月16日、テレビ朝日 / ABC） - 今岡美咲役
- 警視庁継続捜査班 第3話（2010年8月5日、テレビ朝日） - 越坂奈月（少女時代） 役
- 悪党〜重犯罪捜査班 第2話（2011年1月28日、テレビ朝日、ABC） - 岡本香織 役
- 本日は大安なり（2012年、NHK） - 白須美梨 役

### 吹き替え

#### 映画（吹き替え）
- ウォーキングwithダイナソー（2013年） - ジェイド 役〈アンガーリー・ライス〉
- ANNIE/アニー（2015年） - アニー・ベネット 役〈クヮヴェンジャネ・ウォレス〉[2]
- ミュータント・タートルズ（2015年） - 少女エイプリル 役
- 小さな恋のメロディ（2015年） - メロディ・パーキンス 役〈トレイシー・ハイド〉 ※新盤DVD/BD版
- スーサイド・スクワッド（2016年） - ゾーイ 役〈シェイリン・ピエール＝ディクソン〉
- ワンダーウーマン（2017年） - 12歳のダイアナ 役〈エミリー・キャリー〉[3]
- キャプテン・マーベル（2019年） - 少女キャロル 役〈マッケナ・グレイス〉[4]

#### ドラマ（吹き替え）
- HAWAII FIVE-0（2011年 - 、AXN） - グレイス 役〈テイラー・グラブス〉
- ザ・ケープ 漆黒のヒーロー（2011年、WOWOWプライム） - トレイシー 役

#### アニメ
- アナと雪の女王（2014年） - 幼いエルサ 役

### テレビアニメ
- うさぎドロップ（2011年、フジテレビ） - ゆき 役
- 蟲師 特別篇「日蝕む翳」（2014年、TOKYO MX他） - ヒナタ 役[5]
- 蒼穹のファフナー EXODUS（2015年） - エメリー・アーモンド 役[6]
- ブルーピリオド（2021年） - 女 役

### 劇場アニメ
- 魔女っこ姉妹のヨヨとネネ（2013年） - 亜紀 役[7]
- オバケのどくろう（2013年） - ミクちゃん 役[8]
- ルドルフとイッパイアッテナ（2016年） - リエちゃん 役

### OVA
- 蒼穹のファフナー THE BEYOND（2019年 - 2021年） - ルヴィ・カーマ 役[9]

### ゲーム
- タイムトラベラーズ（2012年） - みこと（子供時代）役
- バイオハザード RE:2（2019年） - シェリー・バーキン 役 [10]

### CM
- デュポンジャパン・テフロン
- ベネッセコーポレーション
- カラオケバンバン（2009年）
- クロネコヤマト引越センター
  - 『お電話待ってます篇』『だんぜん得なのだ篇』（2010年）

### その他テレビ番組
- 商品降臨（テレビ東京）

### スチール
- 羅羅屋ランドセル

### 国外活動
- 2022 FIFAワールドカップ 開催地選考FIFA（国際サッカー連盟）理事会 日本開催招致プレゼンター（2010年12月1日）